# Avstralci
Avstralci so multinacionalna etnična skupina, ki živi na območju današnje Avstralije.
Danes je več kot 20 milijonov Avstralcev. Pomembnejše izseljenske skupine so v Združenem kraljestvu, Novi Zelandiji, Kanadi in v Združenih državah Amerike.